# Andrew VanWyngarden
Andrew VanWyngarden (Columbia, Misuri, 1 de febrero de 1983) es un cantante, compositor y multiinstrumentista estadounidense, conocido por ser el vocalista principal y guitarrista de la banda MGMT.

## Primeros años
Su padre, Bruce VanWyngarden, es editor del periódico de Memphis Flyer. Las primeras influencias musicales que tuvo fueron a través de las grabaciones de su hermana y escuchar a su padre tocar la guitarra eléctrica cuando tenía 4 años de edad.
Andrew siempre había soñado con ser un paleontólogo y estudiar dinosaurios. Asistió a la escuela "White Station High School".

## Carrera
Accidental Mersh es la primera banda de la que Andrew formó parte mientras estaba en la escuela secundaria;  el futuro guitarrista de MGMT Hank Sullivant también estaba en dicha banda. Paralelamente, Andrew participaba en un proyecto con Dan Treharne llamado Glitter Penis, en el cual crearon y grabaron canciones parodia, pero que nunca tocaron en vivo. VanWyngarden asistió a la Universidad Wesleyana en donde escribió e interpretó una canción llamada "Super Volcano" para una clase, ahí mismo fue donde conoció a Ben Goldwasser,  miembro fundador de MGMT.(En un principio fueron "The Management", pero existía otro grupo británico con ese nombre, y pasaron a ser MGMT) Él ha dicho en entrevistas que "Kids" fue una de las primeras canciones que produjeron juntos, la cual se incluye en el EP We (Don't) Care (a la vez conocido como The Management). 
Andrew estuvo en un proyecto con Kevin Barnes de Of Montreal llamado Blikk Fang. También ocupó el puesto 3 en la lista NME Cool List 2008, junto a Jay Z y Alice Glass.
Sus directores favoritos son Werner Herzog, David Lynch y Federico Fellini. Andrew es quien escribe la mayor parte de las canciones de MGMT, describiendo al proceso como: "Me sentaba durante unas horas y tratar de hacer. Por lo general, las ideas para las letras han estado en mi cabeza por un tiempo, y así es como me paso una y otra vez. "  . Congratulations es la última producción de la banda, de la cual ha confesado que su canción favorita es "Siberian Breaks". Apareció en la película The Heart is a Drum Machine.